# Jaxson Hayes
Jaxson Reed Hayes, né le 23 mai 2000 à Norman dans l'Oklahoma, est un joueur américain de basket-ball mesurant 2,10 m et évoluant au poste de pivot.

## Biographie

### Carrière universitaire
Il effectue son cursus universitaire avec les Longhorns du Texas pendant une saison où laquelle il tourne à 10 points, 5,0 rebonds et 2,2 contres par matchs.
Il se présente ensuite pour la draft 2019 où il est attendu parmi les dix premiers choix.

### Carrière professionnelle

#### Pelicans de La Nouvelle-Orléans (2019-2023)
Le 20 juin 2019, il est sélectionné à la 8e position de la draft 2019 de la NBA par les Hawks d'Atlanta.
Le 7 juillet 2019, ses droits sont transférés aux Pelicans de La Nouvelle-Orléans, avec ceux de Nickeil Alexander-Walker, ceux de Marcos Louzada Silva et un premier tour de draft 2019 en échange de Solomon Hill, des droits de draft de Jordan Bone, ceux de De'Andre Hunter et un second tour de draft 2023.
Le 18 décembre 2020, les Pelicans activent leur option d'équipe sur le contrat de Jaxson Hayes.
En juin 2022, Hayes est condamné à trois ans de sursis avec mise à l'épreuve et 450 heures de travaux d'intérêt général pour une affaire de violence conjugale le 28 juillet 2021.

#### Lakers de Los Angeles (depuis 2023)
Agent libre à l'été 2023, il signe avec les Lakers de Los Angeles pour deux saisons.

## Palmarès
- Vainqueur du NBA In-Season Tournament 2023.

## Statistiques

### Universitaires
| Saison    | Équipe   | Matchs | Titul. | Min./m | % Tir | % 3pts | % LF | Rbds/m. | Pass/m. | Int/m. | Ctr/m. | Pts/m. |
| --------- | -------- | ------ | ------ | ------ | ----- | ------ | ---- | ------- | ------- | ------ | ------ | ------ |
| 2018-2019 | Texas    | 32     | 21     | 23,3   | 72,8  | 0,0    | 74,0 | 5,00    | 0,28    | 0,59   | 2,22   | 10,00  |
| Carrière  | Carrière | 32     | 21     | 23,3   | 72,8  | 0,0    | 74,0 | 5,00    | 0,28    | 0,59   | 2,22   | 10,00  |

### Professionnelles

#### Saison régulière
| Saison    | Équipe              | Matchs | Titul. | Min./m | % Tir | % 3pts | % LF | Rbds/m. | Pass/m. | Int/m. | Ctr/m. | Pts/m. |
| --------- | ------------------- | ------ | ------ | ------ | ----- | ------ | ---- | ------- | ------- | ------ | ------ | ------ |
| 2019-2020 | La Nouvelle-Orléans | 64     | 14     | 16,9   | 66,9  | 25,0   | 64,7 | 4,06    | 0,88    | 0,41   | 0,86   | 7,38   |
| 2020-2021 | La Nouvelle-Orléans | 60     | 3      | 16,1   | 62,5  | 42,9   | 77,5 | 4,28    | 0,58    | 0,42   | 0,63   | 7,48   |
| 2021-2022 | La Nouvelle-Orléans | 70     | 28     | 20,0   | 61,6  | 35,1   | 76,6 | 4,50    | 0,60    | 0,50   | 0,80   | 9,30   |
| 2022-2023 | La Nouvelle-Orléans | 47     | 2      | 13,0   | 55,1  | 10,3   | 69,9 | 2,80    | 0,70    | 0,40   | 0,40   | 5,00   |
| Carrière  | Carrière            | 241    | 47     | 16,8   | 62,2  | 28,8   | 71,9 | 4,00    | 0,70    | 0,40   | 0,70   | 7,50   |

#### Playoffs
| Saison   | Équipe              | Matchs | Titul. | Min./m | % Tir | % 3pts | % LF | Rbds/m. | Pass/m. | Int/m. | Ctr/m. | Pts/m. |
| -------- | ------------------- | ------ | ------ | ------ | ----- | ------ | ---- | ------- | ------- | ------ | ------ | ------ |
| 2022     | La Nouvelle-Orléans | 6      | 6      | 13,8   | 56,0  | 0,0    | 63,6 | 2,50    | 0,20    | 0,00   | 0,30   | 5,80   |
| Carrière | Carrière            | 6      | 6      | 13,8   | 56,0  | 0,0    | 63,6 | 2,50    | 0,20    | 0,00   | 0,30   | 5,80   |

## Records sur une rencontre en NBA
Les records personnels de Jaxson Hayes en NBA sont les suivants, :
| Type de statistique        | Saison régulière | Saison régulière          | Saison régulière | Playoffs | Playoffs          | Playoffs      |
| Type de statistique        | Record           | Adversaire                | Date             | Record   | Adversaire        | Date          |
| -------------------------- | ---------------- | ------------------------- | ---------------- | -------- | ----------------- | ------------- |
| Points                     | 23               | 2 fois                    | 2 fois           | 9        | @ Suns de Phoenix | 19 avril 2022 |
| Paniers marqués            | 10               | @ Kings de Sacramento     | 5 avril 2022     | 4        | 2 fois            | 2 fois        |
| Paniers tentés             | 16               | @ 76ers de Philadelphie   | 7 mai 2021       | 7        | 2 fois            | 2 fois        |
| Paniers à 3 points réussis | 3                | 3 fois                    | 3 fois           | -        | -                 | -             |
| Paniers à 3 points tentés  | 4                | 2 fois                    | 2 fois           | 1        | 3 fois            | 3 fois        |
| Lancers francs réussis     | 8                | Clippers de Los Angeles   | 18 janvier 2020  | 2        | 3 fois            | 3 fois        |
| Lancers francs tentés      | 12               | Clippers de Los Angeles   | 18 janvier 2020  | 5        | @ Suns de Phoenix | 17 avril 2022 |
| Rebonds offensifs          | 7                | @ Clippers de Los Angeles | 3 avril 2022     | 3        | @ Suns de Phoenix | 19 avril 2022 |
| Rebonds défensifs          | 9                | @ Kings de Sacramento     | 5 avril 2022     | 6        | Suns de Phoenix   | 22 avril 2022 |
| Rebonds totaux             | 12               | 3 fois                    | 3 fois           | 6        | Suns de Phoenix   | 22 avril 2022 |
| Passes décisives           | 4                | 2 fois                    | 2 fois           | 1        | @ Suns de Phoenix | 19 avril 2022 |
| Interceptions              | 3                | 2 fois                    | 2 fois           | -        | -                 | -             |
| Contres                    | 6                | @ Hornets de Charlotte    | 9 mai 2021       | 2        | @ Suns de Phoenix | 19 avril 2022 |
| Balles perdues             | 3                | 10 fois                   | 10 fois          | 1        | 4 fois            | 4 fois        |
| Minutes jouées             | 38               | @ Hawks d'Atlanta         | 20 mars 2022     | 20       | @ Suns de Phoenix | 19 avril 2022 |

- Double-double : 11
- Triple-double : 0

Dernière mise à jour : 4 mars 2025